# Fläckig vakteltrast
Fläckig vakteltrast (Cinclosoma punctatum) är en fågel i familjen vakteltrastar inom ordningen tättingar.

## Utseende och läte
Fläckig vakteltrast är en knubbig trastliknande fågel med kraftigt tecknad fjäderdräkt. Båda könen har svarta fläckar på flankerna, grått bröst och huvud samt ett långt och ljust ögonbrynsstreck. Hanen har svart strupe och en vit fläck på halsen kantad i svart, medan honan är ljust beigefärgad på strupen. Bland lätena hörs utdragna och mycket ljusa "seeeeeep" samt en lång serie med dubblerade visslingar.

## Utbredning och systematik
Fläckig vakteltrast delas in i tre underarter med följande utbredning:
- Cinclosoma punctatum punctatum – förekommer i  östra Australien (centrala Queensland till södra Victoria och sydöstra South Australia)
- Cinclosoma punctatum dovei – förekommer i östra Tasmanien
- Cinclosoma punctatum anachoreta – förekommer i Mount Lofty Range (South Australia). På gränsen till utrotning.

## Levnadssätt
Fläckig vakteltrast hittas i klippiga sluttningar och bergsryggar med öppen skog. Den promenerar mestadels runt på marken och är då rätt tillbakadragen, men kan ibland ses sjunga från en låg sittplats.

## Status och hot
Arten har ett stort utbredningsområde, men tros minska i antal, dock inte tillräckligt kraftigt för att den ska betraktas som hotad. Internationella naturvårdsunionen IUCN listar arten som livskraftig (LC).